# Spencerhydrus
Spencerhydrus là một chi bọ cánh cứng trong họ Dytiscidae.
Chi này được Sharp miêu tả khoa học năm 1882.

## Các loài
Các loài trong chi này gồm:
- Spencerhydrus latecinctus Sharp, 1882
- Spencerhydrus pulchellus Sharp, 1882